# Bogomil

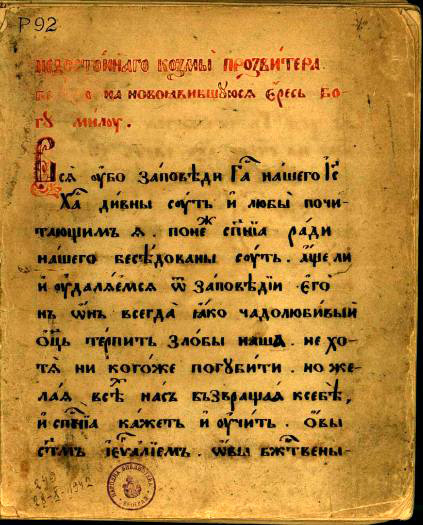
Manuscrito del Sermón contra la herejía de los bogomilos de Cosmas el Sacerdote.

Bogomil (Богомил) fue un sacerdote búlgaro y heresiarca del siglo X, que fue patriarca fundador de la corriente herética de los bogomilos, secta gnóstica-maniquea que negaba el nacimiento divino de Cristo y eran partidarios de la vuelta a los orígenes del cristianismo. El nombre Bogomil significa 'Amigo de Dios' y es la traducción eslava del griego Philos Theou. Adviértase cómo la locución Philos Theou es completamente distinta del nombre Theophilos, que significa en cambio 'Amado por Dios': en el segundo caso el hombre que lleva el nombre es objeto del Amor Divino. 
Según el búlgaro Cosmas el Sacerdote en su Sermón contra la herejía de los bogomilos, Bogomil comenzó a predicar su herejía en Bulgaria durante el reinado del emperador Pedro I de Bulgaria (927-969), lo que indica que Cosmas debió haberlo escrito posteriormente al año 969. Al igual que con la vida de Cosmas, la vida de Bogomil está envuelto en una nebulosa y lo poco que se conoce de él es a través de los sermones escritos en su contra. Existe cierta incertidumbre sobre su relación con el sacerdote búlgaro Jeremías o si son la misma persona. La afirmación de que Jeremías era "un hijo (discípulo) de Bogomil" puede ser una interpolación.
El nombre de la ensenada de Bogomil en la costa occidental de la isla Rugosa en el archipiélago de las islas Shetland del Sur en la Antártida proviene de este sacerdote.